# Crataegus invicta
Crataegus invicta — вид квіткових рослин із родини трояндових (Rosaceae).

## Біоморфологічна характеристика
Це кущ 10–25 дм заввишки. Гілки не плакучі, за винятком більших екземплярів. Нові гілочки густо запушені, 1-річні пурпурно-коричневі; колючки на гілочках численні, прямі, 1-річні темно-пурпурно-коричневі, стають сірими, дрібні, 3–5 см. Листки листопадні або напівстійкі; ніжки листків 5–15% від довжини пластини, запушені, залозисті; листові пластини зворотно-яйцювато-клиноподібної форми, 1.5–2 см, жорсткі, основа клиноподібна, часточки верхівкові, краї нечітко городчато або городчато-зубчасті, зубці залозисті, верх дуже блискучий, поверхні (з кінця весни до початку літа) помірно волосисті. Суцвіття 1- чи 2(чи 3)-квіткові. Квітки 12–15 мм у діаметрі, гіпантій ± густо запушений; чашолистки вузько трикутні. Яблука ± грушоподібні, 6–8 мм у діаметрі. Період цвітіння: березень — початок квітня; період плодоношення: липень і серпень.

## Ареал
Ендемік південного сходу США (Джорджія, Південна Кароліна).
Населяє сухий піщаний ґрунт; на висотах 0–100 метрів.